# هارد اومبره
هارد اومبره (انگلیسی: The Hard Hombre) یک فیلم وسترن پیشا-کد آمریکایی است که در سال ۱۹۳۱ منتشر شد. فیلم دربارهٔ یک مزرعه‌دار ساده‌دل است که با یک تبهکار معروف به نام «هارد اومبره» اشتباه گرفته می‌شود.

## بازیگران
- فرانک وینکلمن در نقش «هارد اومبره»
- هوت گیبسون در نقش «ویلیام پن پاتون»
- لینا بسکت
- ماتیلد کومون
- جی. ریموند نای
- جسی آرنولد
- کریستیان جی. فرانک
- تاینی سندفورد
- رُزا گُر